# Morophaga formosana
Morophaga formosana är en fjärilsart som beskrevs av Robinson 1986. Morophaga formosana ingår i släktet Morophaga och familjen äkta malar. Inga underarter finns listade i Catalogue of Life.